# Michel Nourry
Pour les articles homonymes, voir Nourry.
Pour l’article homonyme, voir Louis-Michel Nourry.
 (juillet 2025).
 (juillet 2025).
Si vous disposez d'ouvrages ou d'articles de référence ou si vous connaissez des sites web de qualité traitant du thème abordé ici, merci de compléter l'article en donnant les références utiles à sa vérifiabilité et en les liant à la section « Notes et références ».
Michel Nourry, né le 31 juillet 1927 à Poitiers et mort le 13 janvier 2006 à Migné-Auxances (Vienne), est un artiste peintre français.

## Biographie
Il passe son enfance et son adolescence à Poitiers.
- 1946 : il débute en peinture[1].
- 1947 : première exposition au théâtre Comedia à Poitiers
- 1946-1947 : il crée des projets et modèles de décor pour un artiste décorateur à Paris.
- 1949 : retour dans son Poitiers natal et fréquente l’école des beaux Arts de Poitiers.
- 1950-1951 : il poursuit son œuvre de peintre tout en ayant une activité de décorateur.
- 1952: il épouse Suzanne MATHIAS qui sera jusqu’à sa mort l’auxiliaire dévouée à son art
- 1955-1957 : le couple ouvre un atelier d’art à Chauvigny et rencontre avec Max Pol Fouchet
- 1955-1960 : décor d’un mur en céramique grande poste de Royan (aujourd’hui disparu), Décor du gymnase de Poitiers.

### Période abstraite
- 1957-1967 : RUFFEC

### Période rouge
- 1960 : début du retour définitif à la figuration
- 1967 : retour à Poitiers
- 1970 : réalisation des dernières commandes de décor architectural (église St-Paul Poitiers - La Poste de Thouars)

### Période de la série de dessins aux petits points
Début de la période symboliste qui caractérise désormais l’œuvre de Michel Nourry.
- 1973 : période des nefs et poursuite de l’inspiration symboliste

## Expositions
- Poitiers, 2007[2]